# تابوت

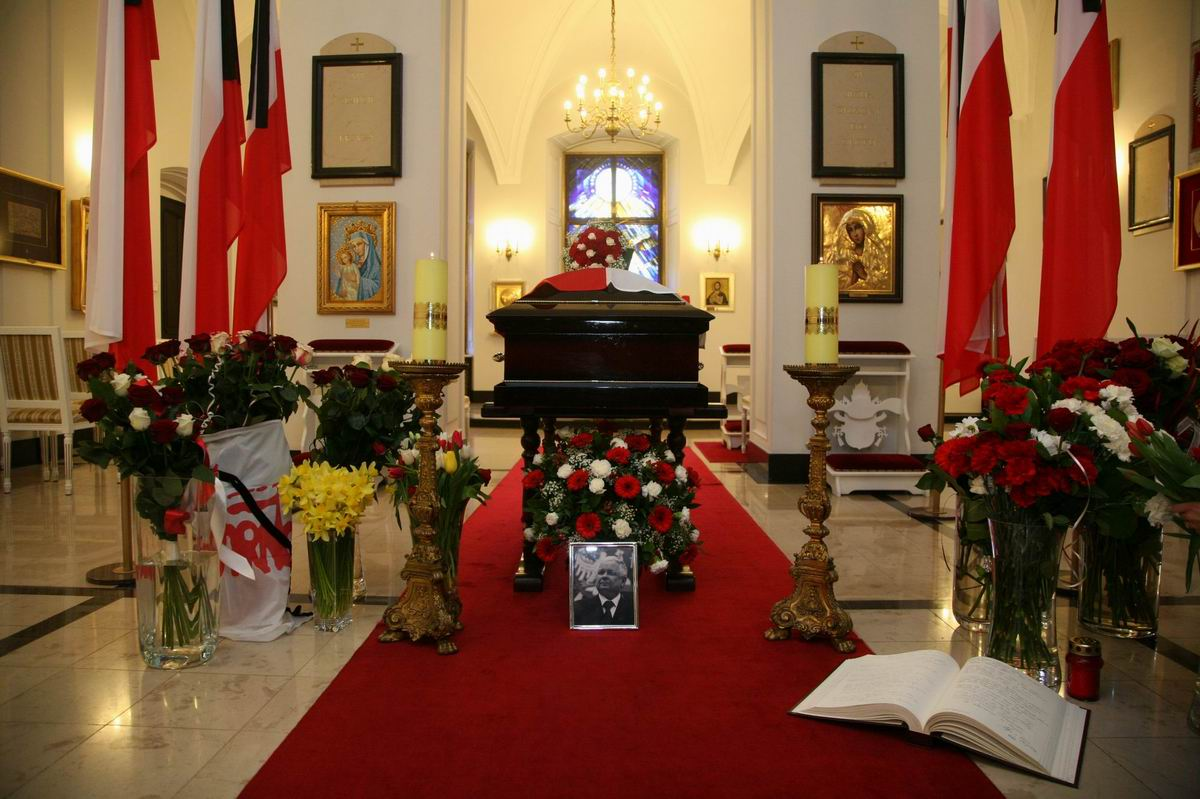
نعش الرئيس البولندي الراحل ليخ كاتشينسكي

التابوت هو الصندوق الذي توضع فيه جثة الميت. الصندوق عند قدماء المصريين من حجرٍ أَو خشبٍ وعليه من الصور والرسوم ما يصوّر آمال المصريين وعقائدَهم في العالم الآخر.

## طالع أيضًا
- ناووس
- منصة النعش
- عربة الموتى
- سيارة مندمجة